# Wielopole (Rybnik)

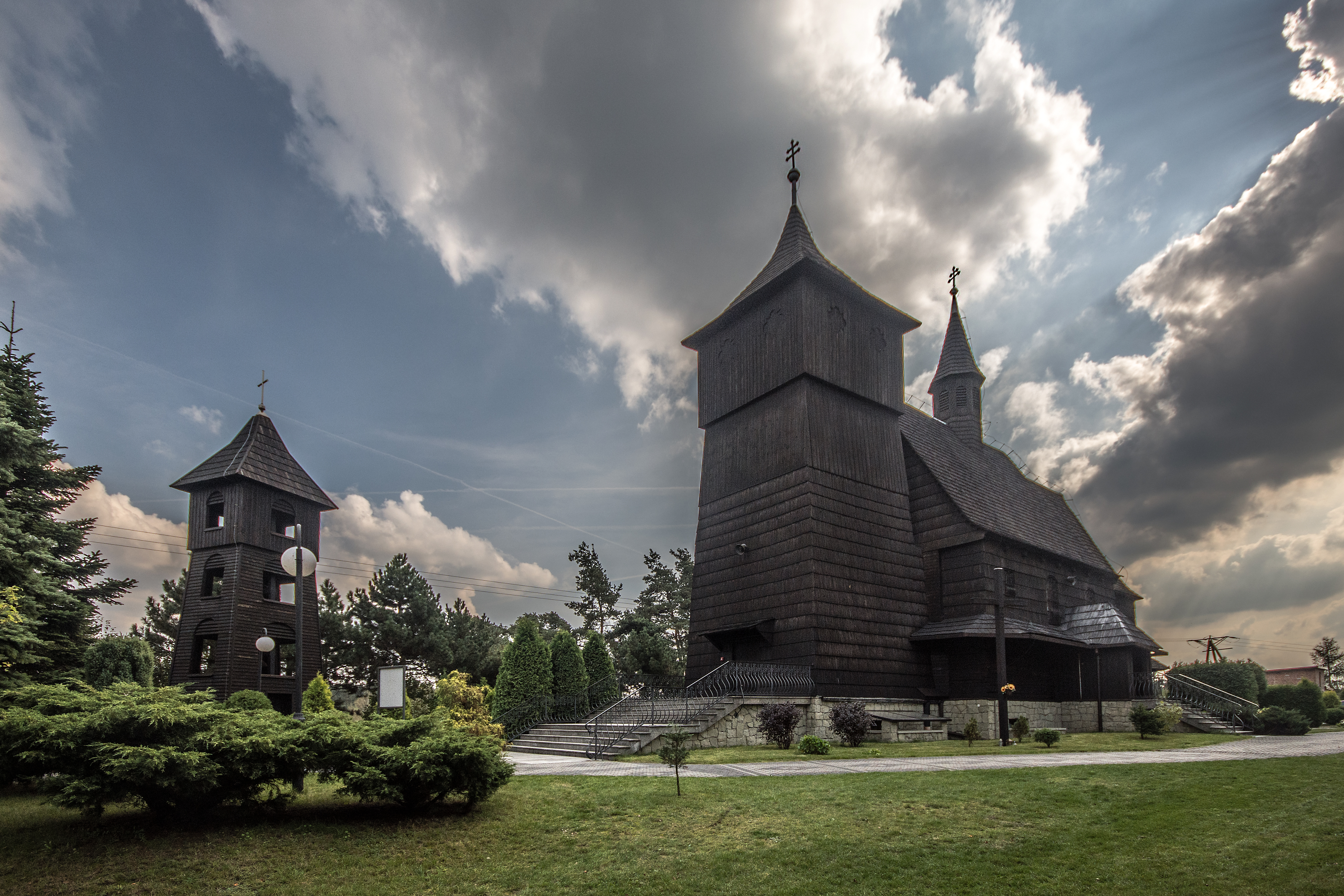
Zabytkowy kościół parafialny pw. św. Katarzyny i Matki Boskiej Różańcowej w Wielopolu

Wielopole (niem Wielepole) – część miasta i dzielnica Rybnika położona na północ od centralnego obszaru miasta, przy Drodze krajowej nr 78. Liczba mieszkańców ok. 1800. W dzielnicy znajduje się m.in. kościół pw. św. Katarzyny i Matki Boskiej Różańcowej, zabytek pochodzący z 1534 roku został przeniesiony z Gierałtowic. W latach 1945–1954 Wielopole było siedzibą gminy Wielopole, a od 1973 roku stało się dzielnicą miasta.

## Nazwa
Według niemieckiego językoznawcy Heinricha Adamy’ego nazwa wywodzi się od połączenia dwóch polskich słów „wiele” oraz „pole” i oznacza miejsce wielu pól. W swoim dziele o nazwach miejscowości na Śląsku wydanym w 1888 roku we Wrocławiu jako najstarszą nazwę wymienia Wielepole podając jej znaczenie „Grosfeld”, czyli w języku polskim „Wielkie pole”.
W alfabetycznym spisie miejscowości na terenie Śląska wydanym w 1830 roku we Wrocławiu przez Johanna Knie wieś występuje pod polską nazwą Wielopołe.

## Historia kościoła w Wielopolu
Drewniany kościół parafialny pw. św. Katarzyny wzniesiony został z fundacji Stanisława Dąbrówki w 1534 roku. Zbudowano go w Gierałtowicach w konstrukcji zrębowej na planie dwudzielnym obejmującym trójbocznie zamknięte prezbiterium (orientowane) z przybudowaną zakrystią i szerszą nawą. W 1844 roku cieśla Mateusz Pindur z Chudowa dobudował do kwadratowej nawy wieżę o konstrukcji słupowej na wzór starych dzwonnic. W 1976 roku gierałtowicki kościół przeniesiono do Wielopola.
Do wnętrza świątyni prowadzą dwa wejścia – czołowe od strony wieży z drzwiami ozdobionymi gotyckimi okuciami i boczne od strony nawy, poprzedzone małą kruchtą zbudowaną na słup. Prezbiterium i nawa pokryte są oddzielnymi dachami siodłowymi pobitymi gontem. Nad wyższym dachem nawy wyrasta smukła, ośmioboczna wieżyczka na sygnaturkę. Kościół był odnawiany w XVII i remontowany w XX wieku. W czasie tego remontu odkryto niezwykle cenną polichromię patronową z ok. 1534 roku wykonaną na deskowanym stropie. Wśród różnorodnych motywów polichromii występują: orły piastowskie w tarczach gotyckich, a także postać patronki kościoła. W tylnej części nawy znajduje się chór muzyczny wsparty na czterech słupach, mieszczący współczesne organy elektroniczne. Wnętrze pozbawione jest obecnie dawnego, zabytkowego wyposażenia, do którego należały m.in. zabytkowe ołtarze, ambona i unikatowe ławki renesansowe z „wyciągami”. Zabytkowy obraz św. Katarzyny z 1828 roku. Malowany przez Franciszka Froemla z Moraw (pochodzący z dawnego ołtarza głównego) i wspominana wyżej późnogotycka polichromia patronowa. Na ścianach obitych współczesną boazerią rozmieszczono obrazy stacyjne Męki Pańskiej z napisami polskimi z 1841 roku (mal. T.Pulczyk). Kościół z Wielopola jest obecnie najstarszym na ziemi rybnickiej zabytkiem budownictwa drewnianego i dzięki najstarszej zachowanej polichromii patronowej w województwie śląskim ma szczególną wartość dla dziedzictwa i rozwoju kulturalnego.

## Historia parafii
Pierwsze wzmianki o Wielopolu pochodzą z 1311. W dekrecie wizytacyjnym parafii św. Antoniego w Rybniku w 1972 było polecenie prowadzenia katechizacji w Wielopolu. Początkiem wszelkiej działalności i życia religijnego w Wielopolu była zbudowana pod koniec XVIII wieku przydrożna kapliczka Matki Boskiej Różańcowej. Mimo niewielkich rozmiarów stała się głównym miejscem w dzielnicy. 24 czerwca 1975 ks. Rzerzucha mianowany został rektorem tej kaplicy. 16 września 1975 uzyskano zezwolenie na przeniesienie z Gierałtowic do Wielopola zabytkowego kościoła drewnianego św. Katarzyny. 17 grudnia 1976 erygowana została w Wielopolu stacja duszpasterska. W dwa dni później biskup katowicki Herbert Bednorz poświęcił kościół na nowym miejscu. Parafia została ustanowiona 27 lutego 1977.

## Ochotnicza Straż Pożarna Wielopole[6]
Jednostka założona w 1906r. jeszcze za czasów Wielopola Królewskiego, istniała jako Związek Sikawkowy, z czasem około roku 1910, zaczęła funkcjonować jako samodzialna OSP. Od 2019r. w jednostce, znajduje się wyposażony w specjalistyczny sprzęt samochód Volvo FL280 GBA 3/16. 